# Линдберг, Карин
Карин Линдберг (швед. Karin Lindberg, в замужестве Линден, швед. Lindén; 6 октября 1929, Каликс, Швеция — 2 декабря 2020) — шведская гимнастка, чемпионка мира, чемпионка Олимпийских игр 1952 года, серебряный призёр Олимпийских игр 1956 года.

## Биография
Карин Линдберг родилась в 1929 году в Каликсе, выросла в Стокгольме. Она трижды принимала участие в Олимпийских играх в категории «командные упражнения с предметом» в составе сборной Швеции. Первый раз Карин участвовала в Летних Олимпийских играх 1948 года в Лондоне. В 1950 году она в составе сборной победила на чемпионате мира. В 1952 году на Летних Олимпийских играх в Хельсинки шведки выиграли золотую медаль в командных упражнениях с предметом, опередив сборную СССР и Венгрии с результатом 74,2 балла. На Летних Олимпийских играх в Мельбурне в 1956 году сборная Швеции вновь набрала 74,2 балла в командных упражнениях с предметом, но в этот раз их результат превзошли спортсменки из Венгрии. Участницы сборной Швеции получили серебряную медаль.
В 1952 году Линдберг была названа спортсменкой года. В 1955 году попала в ДТП. После завершения карьеры она в течение 17 лет вела утренние занятия гимнастикой на телепередаче Morgonpasset. Она была председателем Ассоциации гимнастики округа Эребру в 1983-91 годах. Также работала тренером и фармацевтом.